# Giải đua ô tô Công thức 1 Hoa Kỳ 2016
Giải đua ô tô Công thức 1 Hoa Kỳ 2016 (tên chính thức là 2016 Formula One United States Grand Prix) là chặng đua Công thức 1 được tổ chức tại Circuit of the Americas ở Austin vào ngày 23 tháng 10 và là chặng đua thứ 18 của giải đua xe Công thức 1 2016.

## Bối cảnh
Sau giải đua ô tô Công thức 1 Nhật Bản, Nico Rosberg dẫn đầu bảng xếp hạng các tay đua với 33 điểm hơn Lewis Hamilton và 101 điểm trước Daniel Ricciardo. Cho đến thời điểm này, chỉ có Rosberg và Hamilton là có cơ hội giành được danh hiệu. Trong bảng xếp hạng các đội đua, Mercedes dẫn đầu với 208 điểm trước Red Bull và 258 điểm trước Ferrari.

## Tường thuật

### Buổi tập
Trong buổi tập đầu tiên, Hamilton đạt thời gian vòng đua nhanh nhất với 1:37,428 phút, vượt qua Rosberg và Verstappen. Alfonso Celis Jr., Daniil Kvyat và Esteban Ocon thử nghiệm hệ thống Halo trong buổi tập này.
Trong buổi tập thứ hai, Rosberg là tay đua nhanh nhất với thời gian 1:37,358 phút trước Ricciardo và Hamilton. Buổi tập bị gián đoạn một thời gian ngắn vì Romain Grosjean mất một phần mũi xe bị kẹt trên đường đua. 
Trong buổi tập thứ ba, Verstappen là tay đua nhanh nhất với 1:36,766 phút trước Ricciardo và Räikkönen. Buổi tập bị gián đoạn vì xe của Pascal Wehrlein bị mắc kẹt trong lớp sỏi sau một cú quay xe.

### Vòng phân hạng
Vòng phân hạng bao gồm ba phần với thời gian chạy ròng là 45 phút. Trong phần đầu tiên (Q1), các tay đua có 18 phút để tiếp tục tham gia phần thứ hai. Tất cả các tay đua đạt được thời gian trong phần đầu tiên tối đa là 107 phần trăm hơn thời gian vòng đua nhanh nhất đủ điều kiện tham dự cuộc đua chính. Các tay đua ở 16 vị trí đầu tiên vào phần tiếp theo. Hamilton là tay đua nhanh nhất và các tay đua của đội Manor, Felipe Nasr, Jenson Button, Kevin Magnussen và Romain Grosjean bị loại.
Phần thứ hai (Q2) kéo dài 15 phút. Mười tay đua nhanh nhất tiếp tục tham gia vòng loại ở phần thứ ba. Ricciardo là tay đua nhanh nhất. Hamilton, Rosberg và Verstappen đã đạt được thời gian nhanh nhất trên lốp mềm vì vậy họ được phép sử dụng lốp đó ngay từ đầu. Marcus Ericsson, Jolyon Palmer, Esteban Gutiérrez, Daniil Kvyat, Fernando Alonso và Sergio Pérez bị loại.
Phần cuối cùng (Q3) kéo dài mười hai phút và mười vị trí xuất phát đầu tiên được chỉ định sẵn. Với thời gian 1:34,999 phút, Hamilton lập thời gian nhanh nhất trước Rosberg và Ricciardo. Đó là vị trí pole thứ 58 của Hamilton và vị trí pole thứ chín trong mùa giải.

### Cuộc đua chính
Hamilton giành chiến thắng trước Rosberg và Ricciardo. Đó là chiến thắng thứ 50 của Hamilton trong sự nghiệp Công thức 1 và là chiến thắng thứ bảy trong mùa giải này. Rosberg lên bục vinh quang lần thứ 13 trong mùa giải và giúp Mercedes về đích hai vị trí dẫn đầu lần thứ 4 trong mùa giải. Vettel, Alonso, Sainz, Massa, Pérez, Button và Grosjean đều về đích ở vị trí top 10.
Trong bảng xếp hạng các tay đua và bảng xếp hạng các đội đua, ba vị trí dẫn đầu không thay đổi.

## Kết quả

### Vòng phân hạng
| Vị trí                   | Số xe | Tay đua           | Đội dua                   | Thời gian | Thời gian | Thời gian | Vị trí xuất phát |
| Vị trí                   | Số xe | Tay đua           | Đội dua                   | Q1        | Q2        | Q3        | Vị trí xuất phát |
| ------------------------ | ----- | ----------------- | ------------------------- | --------- | --------- | --------- | ---------------- |
| 1                        | 44    | Lewis Hamilton    | Mercedes                  | 1:36.296  | 1:36.450  | 1:34.999  | 1                |
| 2                        | 6     | Nico Rosberg      | Mercedes                  | 1:36.397  | 1:36.351  | 1:35.215  | 2                |
| 3                        | 3     | Daniel Ricciardo  | Red Bull Racing-TAG Heuer | 1:36.759  | 1:36.255  | 1:35.509  | 3                |
| 4                        | 33    | Max Verstappen    | Red Bull Racing-TAG Heuer | 1:36.613  | 1:36.857  | 1:35.747  | 4                |
| 5                        | 7     | Kimi Räikkönen    | Ferrari                   | 1:36.985  | 1:36.584  | 1:36.131  | 5                |
| 6                        | 5     | Sebastian Vettel  | Ferrari                   | 1:37.151  | 1:36.462  | 1:36.358  | 6                |
| 7                        | 27    | Nico Hülkenberg   | Force India-Mercedes      | 1:36.950  | 1:36.626  | 1:36.628  | 7                |
| 8                        | 77    | Valtteri Bottas   | Williams-Mercedes         | 1:37.456  | 1:37.202  | 1:37.116  | 8                |
| 9                        | 19    | Felipe Massa      | Williams-Mercedes         | 1:37.402  | 1:37.214  | 1:37.269  | 9                |
| 10                       | 55    | Carlos Sainz Jr.  | Toro Rosso-Ferrari        | 1:37.744  | 1:37.175  | 1:37.326  | 10               |
| 11                       | 11    | Sergio Pérez      | Force India-Mercedes      | 1:37.345  | 1:37.353  |           | 11               |
| 12                       | 14    | Fernando Alonso   | McLaren-Honda             | 1:37.913  | 1:37.417  |           | 12               |
| 13                       | 26    | Daniil Kvyat      | Toro Rosso-Ferrari        | 1:37.844  | 1:37.480  |           | 13               |
| 14                       | 21    | Esteban Gutiérrez | Haas-Ferrari              | 1:38.053  | 1:37.773  |           | 14               |
| 15                       | 30    | Jolyon Palmer     | Renault                   | 1:38.084  | 1:37.935  |           | 15               |
| 16                       | 9     | Marcus Ericsson   | Sauber-Ferrari            | 1:38.040  | 1:39.356  |           | 16               |
| 17                       | 8     | Romain Grosjean   | Haas-Ferrari              | 1:38.308  |           |           | 17               |
| 18                       | 20    | Kevin Magnussen   | Renault                   | 1:38.317  |           |           | 18               |
| 19                       | 22    | Jenson Button     | McLaren-Honda             | 1:38.327  |           |           | 19               |
| 20                       | 94    | Pascal Wehrlein   | MRT-Mercedes              | 1:38.548  |           |           | 20               |
| 21                       | 12    | Felipe Nasr       | Sauber-Ferrari            | 1:38.583  |           |           | 21               |
| 22                       | 31    | Esteban Ocon      | MRT-Mercedes              | 1:38.806  |           |           | 22               |
| Thời gian 107%: 1:43.036 |       |                   |                           |           |           |           |                  |

### Cuộc đua chính
| Vị trí  | Số xe | Tay đua           | Đội đua                   | Số vòng | Thời gian/ Bỏ cuộc | Vị trí xuất phát | Số điểm |
| ------- | ----- | ----------------- | ------------------------- | ------- | ------------------ | ---------------- | ------- |
| 1       | 44    | Lewis Hamilton    | Mercedes                  | 56      | 1:38:12.618        | 1                | 25      |
| 2       | 6     | Nico Rosberg      | Mercedes                  | 56      | +4.520             | 2                | 18      |
| 3       | 3     | Daniel Ricciardo  | Red Bull Racing-TAG Heuer | 56      | +19.692            | 3                | 15      |
| 4       | 5     | Sebastian Vettel  | Ferrari                   | 56      | +43.134            | 6                | 12      |
| 5       | 14    | Fernando Alonso   | McLaren-Honda             | 56      | +1:33.953          | 12               | 10      |
| 6       | 55    | Carlos Sainz Jr.  | Toro Rosso-Ferrari        | 56      | +1:36.124          | 10               | 8       |
| 7       | 19    | Felipe Massa      | Williams-Mercedes         | 55      | +1 vòng            | 9                | 6       |
| 8       | 11    | Sergio Pérez      | Force India-Mercedes      | 55      | +1 vòng            | 11               | 4       |
| 9       | 22    | Jenson Button     | McLaren-Honda             | 55      | +1 vòng            | 19               | 2       |
| 10      | 8     | Romain Grosjean   | Haas-Ferrari              | 55      | +1 vòng            | 17               | 1       |
| 11      | 26    | Daniil Kvyat      | Toro Rosso-Ferrari        | 55      | +1 vòng            | 13               |         |
| 12      | 20    | Kevin Magnussen   | Renault                   | 55      | +1 vòng1           | 18               |         |
| 13      | 30    | Jolyon Palmer     | Renault                   | 55      | +1 vòng            | 15               |         |
| 14      | 9     | Marcus Ericsson   | Sauber-Ferrari            | 55      | +1 vòng            | 16               |         |
| 15      | 12    | Felipe Nasr       | Sauber-Ferrari            | 55      | +1 vòng            | 21               |         |
| 16      | 77    | Valtteri Bottas   | Williams-Mercedes         | 55      | +1 vòng            | 8                |         |
| 17      | 94    | Pascal Wehrlein   | MRT-Mercedes              | 55      | +1 vòng            | 20               |         |
| 18      | 31    | Esteban Ocon      | MRT-Mercedes              | 54      | +2 vòng            | 22               |         |
| Bỏ cuộc | 7     | Kimi Räikkönen    | Ferrari                   | 38      | Lốp xe hở          | 5                |         |
| Bỏ cuộc | 33    | Max Verstappen    | Red Bull Racing-TAG Heuer | 28      | Hộp số             | 4                |         |
| Bỏ cuộc | 21    | Esteban Gutiérrez | Haas-Ferrari              | 16      | Phanh              | 14               |         |
| Bỏ cuộc | 27    | Nico Hülkenberg   | Force India-Mercedes      | 1       | Va chạm            | 7                |         |

Chú thích:
- ^1  – Kevin Magnussen bị phạt 5 giây sau khi vượt Daniil Kvyat trái phép.

## Bảng xếp hạng sau cuộc đua

### Bảng xếp hạng các tay đua
| Vị trí | Tay đua          | Đội đua                                      | Số điểm |
| ------ | ---------------- | -------------------------------------------- | ------- |
| 01     | Nico Rosberg     | Mercedes                                     | 331     |
| 02     | Lewis Hamilton   | Mercedes                                     | 305     |
| 03     | Daniel Ricciardo | Red Bull Racing-TAG Heuer                    | 227     |
| 04     | Sebastian Vettel | Ferrari                                      | 177     |
| 05     | Kimi Räikkönen   | Ferrari                                      | 170     |
| 06     | Max Verstappen   | Red Bull Racing-TAG Heuer Toro Rosso-Ferrari | 165     |
| 07     | Sergio Pérez     | Force India-Mercedes                         | 84      |
| 08     | Valtteri Bottas  | Williams-Mercedes                            | 81      |
| 09     | Nico Hülkenberg  | Force India-Mercedes                         | 54      |
| 10     | Fernando Alonso  | McLaren-Honda                                | 52      |

- Lưu ý: Chỉ có mười vị trí đứng đầu được liệt kê trong bảng xếp hạng này.

### Bảng xếp hạng các đội đua
| Vị trí | Đội đua              | Số điểm |
| ------ | -------------------- | ------- |
| 1      | Mercedes             | 636     |
| 2      | Red Bull Racing      | 400     |
| 3      | Ferrari              | 347     |
| 4      | Force India-Mercedes | 138     |
| 5      | Williams-Mercedes    | 130     |
| 6      | McLaren-Honda        | 74      |
| 7      | Toro Rosso-Ferrari   | 55      |
| 8      | Haas-Ferrari         | 29      |
| 9      | Renault              | 8       |
| 10     | Manor-Mercedes       | 1       |
| 11     | Sauber-Ferrari       | 0       |